# Triatlo rápido
Triatlo rápido ou Triathlon Sprint é a variação curta do triatlo, consiste em uma competição com baterias inferiores a 20 minutos de duração.
A prova mais famosa realizada no Brasil é o Mundialito de Triatlo Rápido, realizado em Balneário Camboriú, no estado de Santa Catarina. ainda acontece o Fast Triatlo de Santos.